# Felsen- und Partnergarnelen
Die Felsen- und Partnergarnelen (Palaemonidae) sind mit etwa einhundert beschriebenen Gattungen die formenreichste Familie der Krebstierteilordnung der Caridea, zu der die meisten Garnelen gehören. Die Familie ist weltweit verbreitet. Die meisten Arten kommen im Meer vom Flachwasser bis in Tiefen von etwa 1300 Metern vor, einige Arten haben aber auch erfolgreich Süßwasserhabitate besiedelt. Einige Arten, besonders innerhalb der Partnergarnelen, leben in symbiotischer Beziehung zu anderen Wirbellosen.

## Merkmale
Die Palaemonidae weisen ein großes, seitlich zusammengedrücktes und unbewegliches Rostrum mit höchstens 12 Zähnen auf. Ihr Carapax hat keine durchgehende Längsnaht. Das Telson weist am hinteren Rand zwei oder drei Paar Dornen auf. Das erste Antennenpaar weist zwei vollständig getrennte Geißeln auf. Das drittletzte Glied des zweiten Thoraxbeins ist ungegliedert.

## Systematik
2015 wurden die Unterfamilien nach molekulargenetischen Untersuchungen aufgelöst.
Es handelte sich um die Unterfamilien: 
- Felsengarnelen (Palaemoninae Rafinesque, 1815)
- Partnergarnelen (Pontoniinae Kingsley, 1878)

Drei  monotypische Gattungen waren keiner der beiden Unterfamilien zugeordnet.
- incertae sedis
  - Calathaemon Bruce & Short, 1993
    - Calathaemon holthuisi (Strenth, 1996)

  - Climeniperaeus A. J. Bruce, 1996
    - Climeniperaeus truncoideus (Chase & A. J. Bruce, 1993)

  - Cryphiops Dana, 1852
    - Cryphiops caementarius (Molina, 1782)

Die beiden Garnelen-Familien Gnathophyllidae und Hymenoceridae wurden aufgelöst und die Gattungen ebenfalls den Palaemonidae zugeordnet.